# Gare d'Aubenas
La gare d'Aubenas est une ancienne gare ferroviaire française de la ligne de Vogüé à Lalevade-d'Ardèche, située sur le territoire de la commune d'Aubenas dans le département de l'Ardèche en région  Auvergne-Rhône-Alpes.
Elle est mise en service en 1879 par la Compagnie des chemins de fer de Paris à Lyon et à la Méditerranée (PLM). Elle est fermée au service des voyageurs en 1969 et au service des marchandises en 1988.

## Situation ferroviaire
Établie à 237 mètres d'altitude, la gare d'Aubenas est située au point kilométrique (PK) 702,777 de la ligne de Vogüé à Lalevade-d'Ardèche entre les gares de Saint-Sernin et de Pont-d'Aubenas.

## Histoire
La gare d'Aubenas est mise en service le 18 août 1879 par la Compagnie des chemins de fer de Paris à Lyon et à la Méditerranée (PLM) lorsqu'elle avait ouvert à l'exploitation l'embranchement de Vogüé à Aubenas.
En 1930, le trafic des marchandises représentait environ 6 000 tonnes au départ de la gare et 15 000 t à l'arrivée. Les trains transportaient notamment : des céréales et farines, des vins et spiritueux, des châtaignes, des raisins et fruits, des boutures, du bétail, des tissus et textiles et des produits métallurgiques.
La gare a été fermée au service des voyageurs le 9 mars 1969 et au service des marchandises le 1er avril 1988. La ligne a été déclassée en totalité le 20 septembre 1991.

## Patrimoine ferroviaire
En 2008, le bâtiment voyageurs devenu propriété de la commune a été réaffecté et réaménagé pour devenir la maison des associations de la ville. Le coût de cette réalisation s'est élevé à 534 000 euros hors taxes.